# Kiska

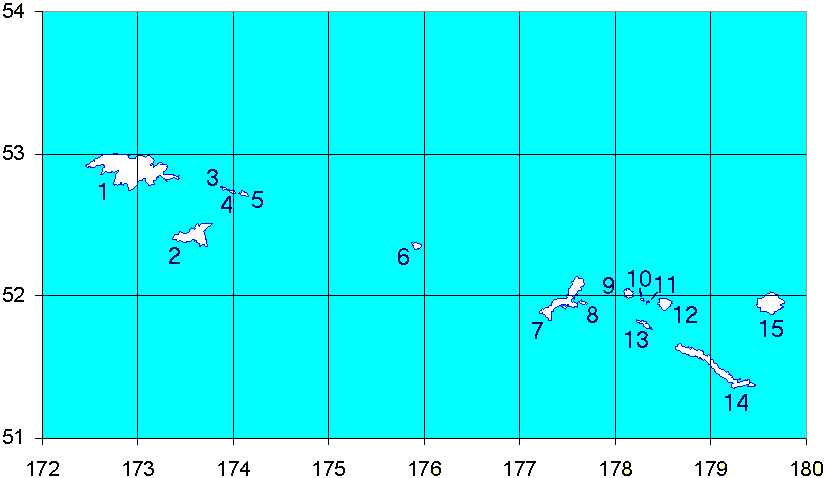
Mapa de l'oest de les Illes Aleutianes. Kiska és l'illa nº 7; Attu és la número 1.

Kiska (en aleutià: Qisxa) és unes de les illes del grup illes Rat de les Illes Aleutianes, Alaska. Ocupa una superfície de 277,7 km², la seva vegetació és del tipus tundra. Actualment està deshabitada.
Aquesta illa i la d'Attu van ser els dos únics territoris dels Estats Units ocupats pels japonesos adurant la Segona Guerra Mundial.

## Història

Invasió aliada de Kiska, 15 d'agost de 1943

Vitus Bering la descobrí l'any 1741 junt amb altres illes de les Aleutianes. No va atraure gaire l'interès dels comerciants russos un cop acabada l'explotació dels seus pinnípedes. Des de 1775, Kiska i altres llocs de les Aleutianes van ser un centre del comerç de pells de la Companyia Russo-Americana dirigida per Grigori Xélikhov.
Els japonesos desembarcaren a Kiska el 6 de juny de 1942 i van capturar les únics habitants de l'illa: un destacament de l'estació meteorològica de la U.S. Navy compost per 10 homes, incloent un tinent i el seu gos. L'endemà els japonesos capturaren l'Illa Attu.
La importància militar d'aquesta illa, remota i difícil d'abastir, era qüestionable, però els japonesos en valoraren l'impacte psicològic sobre els Estats Units de la pèrdua d'una part del territori nord-americà. Durant l'hivern de 1942–43, els japonesos reforçaren i fortificaren Kiska, amb vistes a evitar una operació armada contra les japoneses illes Kurils.
El 15 d'agost de 1943, un exèrcit d'invasió aliat de 34.426 homes va trobar l'illa completament abandonada pels japonesos. Tanmateix els aliats tingueren unes 200 baixes, sia pel foc amic, trampes posades pels japonesos o malalties relacionades amb la meteorologia. També els vaixells de guerra japonesos intentaren torpedinar l'illa de Little Kiska.
El lloc d'ocupació japonesa a Kiska es considera un National Historic Landmark. També l'illa forma part de l'Alaska Maritime National Wildlife Refuge (AMNWR).